# Alojz Bizjak (publicist)
Alojz Bizjak, publicist, * 12. april 1907, Potoče, Ajdovščina, † 27. avgust 1981, Ajdovščina.

## Življenje in delo
Študij filozofije in zgodovine je končal leta 1930 na filozofski fakulteti v Firencah. Do leta 1933, ko je odšel v Kraljevino Jugoslavijo je občasno poučeval na raznih šolah v  Italiji. V tem času se je vključil v narodno politično gibanje ter se pridružil tajni organizaciji TIGR. Bil je večkrat zaslišan in za krajši čas tudi zaprt. Nazadnje mu je fašistična oblast s posebno odločbo prepovedala poučevanje na vseh italijanskih šolah. Po prihodu v Jugoslavijo je nostrificiral diplomo in dobil jugoslovansko državljanstvo. Po letu dni nezaposlenosti je dobil službo v Narodnem muzeju Slovenije, nato pa na II. dekliški meščanski šoli v Mariboru. Leta 1941 je bil skupaj z družino izseljen v Slavonsko Požego, tu so ga ustaši ponovno aretirali in poslali v taborišče Gračanica pri Tuzli. Nato je po nekaj mesecih je dobil zaposlitev, najprej na klasični gimnaziji v Visokem, nato pa do konca vojne v Sarajevu. Po osvoboditvi se je vrnil v Maribor, kasneje pa se je odzval povabilu in prišel na Primorsko, sprejel je profesorsko mesto na šoli v Ajdovščini in tu poučeval do upokojitve leta 1971.
Bizjak je najprej objavljal članke s področja filozofije, po prihodu v Maribor pa je pričel objavljati kritike slikarskih razstav. Z vso vnemo se je posvečal umetnosti Alberta Sirka in Zorana Mušiča. Na zgodovinskem področju pa je njegovo najobsežnejše delo Gornja Vipavska v narodnoosvobodilnih borbah (Ajdovščina, 1967).